# Eumea caesar
Eumea caesar är en tvåvingeart som först beskrevs av Aldrich 1916.  Eumea caesar ingår i släktet Eumea och familjen parasitflugor. Inga underarter finns listade i Catalogue of Life.